# تیموتی چندلر
تیموتی چاندلر (انگلیسی: Timothy Chandler؛ زادهٔ ۲۹ مارس ۱۹۹۰) مدافع تیم اینتراخت فرانکفورت است.
وی همچنین در تیم ملی فوتبال ایالات متحده آمریکا بازی کرده‌است.